# Třída Ocean Eagle 43
Třída Ocean Eagle 43 je třída lehkých oceánských hlídkových lodí stavěných francouzskou loděnicí Constructions Mécaniques de Normandie (CMN). Plavidla jsou ve službě od roku 2016. Mezi jejich hlavní úkoly patří hlídkování, ochrana rybolovných oblastí a ložisek nerostů ve výlučné námořní ekonomické zóně, potírání pirátů a pašeráků, monitorování životního prostředí, ochrana civilních plavidel a průmyslových zařízení, boj s rychlými čluny teroristů a jinými asymetrickými hrozbami či provádění misí SAR.

## Pozadí vzniku
Stavba plavidel Ocean Eagle 43 je součástí velké objednávky v hodnotě 200 milionů eur na modernizaci malého Mosambického námořnictva z 5. září 2013. Dle tohoto kontraktu měla francouzské loděnice Constructions Mécaniques de Normandie postavit tři trimarany Ocean Eagle 43, tři hlídkové interceptory HSI 32 (v roce 2015 pak další tři) a 18 rybářských trawlerů. Koncept hlídkového trimaranu Ocean Eagle byl vyvinut ve spolupráci loděnice CMN a francouzských firem ProLarge a SeaTeam Aviation na bázi závodních trimaranů (vzdálení příbuzní kánoí z Polynésie). Vývoj konzultoval konstruktér závodních trimaranů Nigel Irens. Veřejnosti byl poprvé představen na veletrzích Navdex 2013. Hlavní výhodou těchto nekonvenčních palvidel mají být vysoké výkony (nautické vlastnosti, akcelerace, dosah, autonomie provozu) při nízké pořizovací ceně a provozních nákladech.
Angola objednala tři lodě roku 2016 spolu s ostatními hlídkovými plavidly zahrnující tři interceptory HSI 32 a první plavidlo této třídy bylo dodáno 19. listopadu 2022 v Toulonu.
Celokompozitovou platformu trimaranů vyrábí společnost H2X. Platforma každého plavidla je odstříknuta najednou během procesu trvajícího pět hodin, přičemž plavidla jsou následně dokončena v lodenicích CMN v Cherbourgu. Prototypová jednotka Ocean Eagle 43 pro Mosambik byl na vodu spuštěn 22. ledna 2015. Plavidla byla dodána roku 2016.

## Konstrukce
Plavidla mají koncepci trimaranu s dlouhým štíhlým centrálním trupem a dvojicí malých bočních trupů, sloužících ke stabilizaci plavidla. Plavidlo tvoří výlučně plastové kompozity.
Posádku tvoří sedm osob, přičemž na palubě jsou ubykace  pro dalších osm (např. pro příslušníky speciálních jednotek). Plavidla jsou vybavena systémem pro poslech radiokomunikace, přehledovým radarem, navigačním radarem, datalinkem Satcom a elektro-optickým senzorem. Na palubě se nachází přistávací plocha (o rozměrech 6×9 metrů) pro bezpilotní průzkumný vrtulník (UAV) do hmotnosti 300 kg (např. Schiebel Camcopter S-100), který usnadňuje pokrytí velkých operačních oblastí. Výzbroj tvoří jeden 20mm kanón v dálkově ovládané zbraňové stanici Nexter Narwhal na přídi a dva ručně ovládané 12,7mm kulomety. Na palubě se nachází sedmimetrový rychlý člun RHIB, který je na vodu spouštěn skluzem na zádi.
Pohonný systém tvoří čtyři diesely Scania s výkonem po 405 kW, pohánějící přes převodovky Servogear dva lodní šrouby s nastavitelnými lopatkami. Zdrojem energie jsou dva dieselgenerátory. Nejvyšší rychlost dosahuje 30 uzlů. Dosah je 3000 námořních mil při rychlosti 18 uzlů a 5000 námořních mil při rychlosti 12 uzlů.

## Uživatelé
Angola
- Angolské námořnictvo – Roku 2016 byly objednány tři plavidla a první jednotka byla dodána v listopadu 2022.

 Mosambik
- Mosambické námořnictvo – Roku 2019 dodány tři plavidla.